# Jean Kasusula
Jean Kasusula Kiritsho (Kisangani, 5 agosto 1982) è un ex calciatore della Repubblica Democratica del Congo, di ruolo difensore.

## Palmarès

### Club

#### Competizioni nazionali
- Campionato della Repubblica Democratica del Congo: 4

TP Mazembe: 2009, 2011, 2013, 2014
- Supercoppa della Repubblica Democratica del Congo: 2

TP Mazembe: 2013, 2014

#### Competizioni internazionali
- CAF Champions League: 1

TP Mazembe: 2010
- Coppa della Confederazione CAF: 1

TP Mazembe: 2016
- CAF Super Cup: 2

TP Mazembe: 2010, 2011